# Captura de la flota neerlandesa en Den Helder
Aunque este acontecimiento estuvo lejos de ser decisivo durante el transcurso de las Guerras revolucionarias francesas, la captura de la flota neerlandesa en el Helder es un hecho excepcional: la caballería francesa asaltó una flota neerlandesa (en realidad contaba con un precedente, el llamado "Milagro de Empel", en 1585).

## La campaña
El general Pichegru dirigió con éxito la campaña de otoño de 1794, durante la cual llevó a cabo la conquista de los Países Bajos. Entró en Ámsterdam el 19 de enero de 1795 para establecer sus cuarteles de invierno.

## Desarrollo
Sin embargo, recibe informes acerca de una flota neerlandesa estacionada en Den Helder, situado aproximadamente 80 km al norte de Ámsterdam. Como el invierno estaba siendo extremadamente riguroso, los ríos y las costas estaban helados. El general de brigada Jean-Guillaume de Winter fue enviado por Pichegru al frente de un destacamento del 8.º regimiento de húsares. Este neerlandés, que recibió una formación naval, servía en el ejército francés desde 1787, y lideraría la flota neerlandesa en la batalla de Camperduin. Tenía como misión impedir la ocupación británica del Helder, y de evitar igualmente que la flota neerlandesa, compuesta por 15 navíos de los cuales 11 estaban totalmente equipados y armados, llegase a Gran Bretaña. Llegó en la noche del 2 Pluvioso (21 de enero), acompañado por tropas de infantería. La flota neerlandesa permanecía allí, estancada en el hielo. Cada húsar llevaba un infante del 15.º regimiento de infantería ligera consigo.
Después de haber tomado las precauciones necesarias para evitar que los cascos de los caballos despertasen a los marinos, el teniente-coronel Louis Joseph Lahure inicia el asalto. El hielo no cede, y los navíos neerlandeses son abordados por los caballos.
Desgraciadamente para los neerlandeses, al estar sus navíos inclinados, no pudieron disparar con su artillería a la caballería francesa, pues apuntaba bien por encima de esta. Así pues, no tuvieron medio de defenderse.

## Consecuencias
Las consecuencias a nivel humano son ideales, puesto que no hubo ni un solo herido. 
En cuanto al apartado material, los franceses capturaron 14 navíos de línea, armados con 850 cañones, y varios navíos mercantes.
- Datos: Q183447